# Túnel de Sarajevo
El túnel de Sarajevo (en bosnio: Sarajevski ratni tunel; en serbio: Сарајевски ратни тунел) es el nombre que recibe un túnel que fue construido entre el 1 de marzo y el 1 de julio de 1993, durante el asedio de Sarajevo y en medio de la guerra de Bosnia. También fue conocido como el Túnel de la Esperanza.
Fue construido a mano durante cuatro meses y cuatro días por el Ejército de Bosnia y voluntarios civiles. Su objetivo era unir la ciudad de Sarajevo, que fue cortada en su totalidad por las fuerzas serbias, con el territorio bosnio en el otro lado del aeropuerto de Sarajevo, una zona controlada por las Naciones Unidas. 
De casi 800 metros de longitud, aproximadamente 1,8 metros de altura y un metro de ancho, y construido a 5 metros de profundidad, el túnel unía los barrios de Sarajevo Dobrinja y Butmir. Se estima que unas 4.000 personas cruzaron el túnel cada día durante 30 meses, calculándose un total de dos millones de personas.
El túnel fue una de las principales maneras de eludir el embargo de armas internacionales y facilitó a los defensores de la ciudad el armamento. Aunque su función inicial era introducir los suministros de guerra, también se aprovechó el túnel para enviar soldados a otros frentes, permitir la salida de civiles del asedio e introducir en la ciudad de Sarajevo la ayuda humanitaria, alimentos, combustible y electricidad. Se estima que llegaron a introducirse unos cinco millones de kilos de comida, cuatro millones de litros de combustible y de material militar.
Los serbios tuvieron conocimiento de la existencia del Túnel de la Esperanza gracias a los espías. Sin embargo, Ratko Mladic, el jefe militar serbobosnio durante la guerra tomó la decisión de no bombardearlo porque pensó que podría ser una vía de evacuación de la ciudad para que finalmente pasara al poder serbio.
En 2012 se fundó el Museo del Túnel de la Esperanza que permite visitar los últimos metros del Túnel de Sarajevo.